# Neverwhere
Neverwhere är en fantasyroman av Neil Gaiman från 1997. Boken är baserad på en TV-serie med samma namn, även den skriven av Gaiman. TV-serien visades första gången 1996 på BBC Two. Gaiman anpassade senare serien till en bok.
Boken utspelar sig i en värld under London, där namnen på tunnelbanestationerna får nya betydelser. Earl's Court är till exempel en greves hov. Huvudpersonen Richard Mayhew hjälper en skadad flicka som kallas Door, och blir därefter obefintlig för människorna i det vanliga London. Han går ner i det undre London för att hitta en väg tillbaka och för att rädda Door från att bli dödad. Under kampen för att se till att han och Door överlever lär han sig mycket om sig själv.

## Handlingen i Romanen
Berättelsen kretsar kring ett enkelt äventyr för en man som verkar dras in i ett nytt uppdrag som han aldrig begärde. Neil Garman förkroppsligar berättelsen med en torr humor och underbar kreativitet. Från romanen kan vi se att de flesta idéerna inte är helt tydliga, men de överlever med en påstådd bakgrundshistoria som knyter samman idéerna. Detta skapar i sin tur utrymme för försäkran, men det kan vara frustrerande till viss del. Det är också sant att romanen kräver vissa utvecklingar, och deras frånvaro gör romanen något besviken. Från romanen kan vi vidare se att det finns en känsla av långt liv för invånarna i London Below, en evighet som en stad som ständigt utvecklas borde ha. En utvecklande stad bör respektera invånarnas sedvänjor och främja sammanhållning bland medborgarna. Handlingen i romanen anses ha vissa brister, men genom författarens fantasi elimineras denna svaghet.

## London Above och London Below
London Below är inte den bästa platsen där avfallet från London Above borde kastas. Det beror på att den är präglad av mytiska och fantastiska invånare som följer sina egna seder. Det visar hur invånarna som bor i London Above saknar respekt för sina medinvånare. Från romanen ser vi att "Det var en stad där det mycket gamla och det klumpigt nya trängde sig på varandra, inte obekvämt, men utan respekt." Det är sant att det finns en relativ blindhet hos medborgarna i London Above, vilket avslöjar skillnaden mellan dessa två världar. Denna distinktion mellan de två invånarna hjälper till att se skillnaden som existerar mellan verkligheten och fantasin. Detta gör att Richard till slut omfamnar och erkänner fantasin i London Below. Det beror på att invånarna respekterar sina egna seder, vilket i sin tur gör att de utvecklar ett intresse för att förstå och bemästra sin egen fantasi.